# Degola

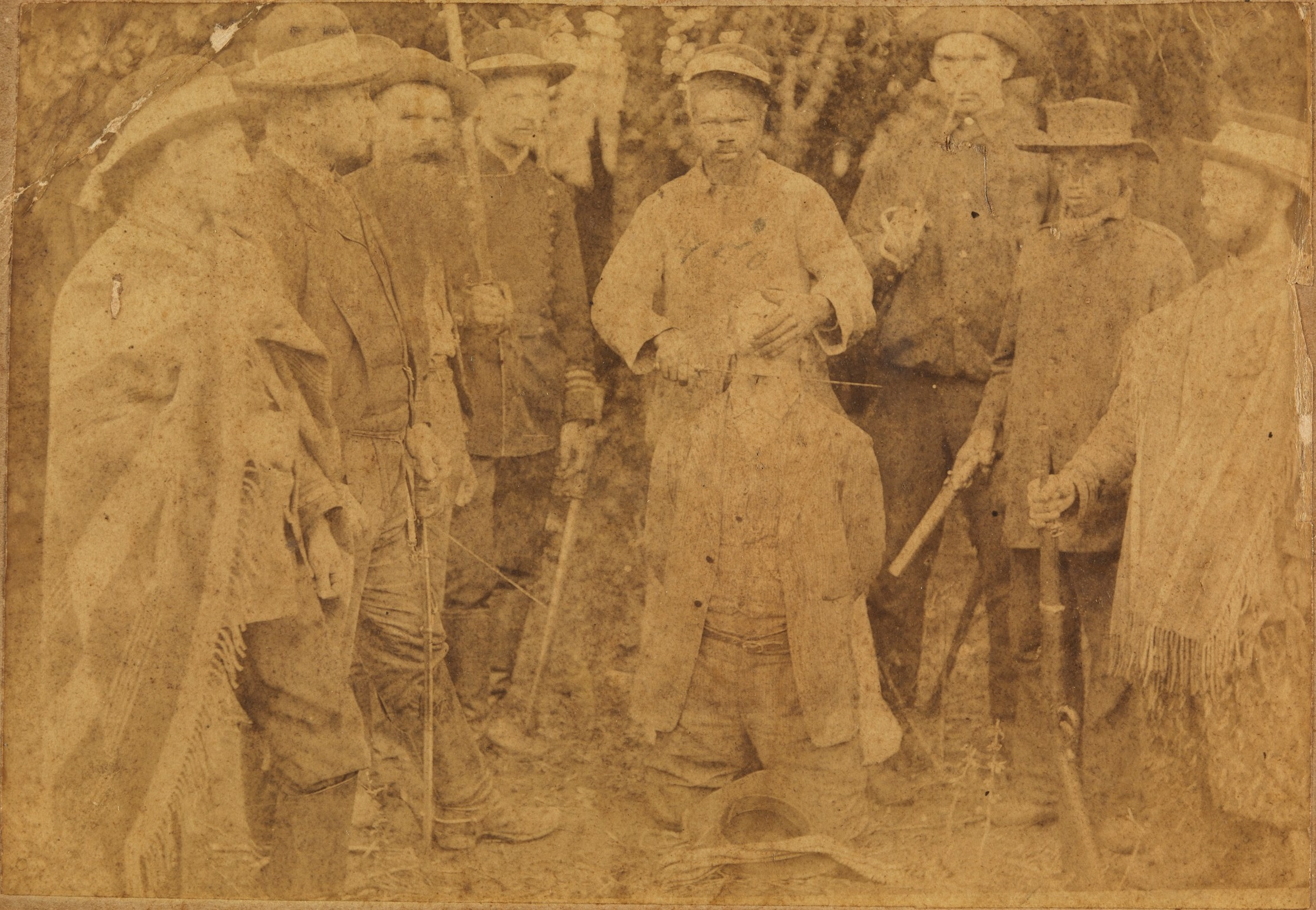
Execução de um revoltoso, por ocasião da Revolta Federalista (fotografia de Affonso de Oliveira Mello)

Degola  ou "Gravata Vermelha" é o corte realizado no pescoço, de um lado ao outro. Foi muito realizado na Revolução Federalista no Rio Grande do Sul. É uma maneira de humilhar ou intimidar o inimigo numa guerra.

## História
A prática de degolar os inimigos não era incomum no sul da América, pelo contrário, tendo sido bastante usada em combates e batalhas no Rio Grande do Sul, como na Guerra dos Farrapos. Sua presença nesta foi em escala reduzidíssima, comparada com o que se viveria na Revolução Federalista. A violência política foi uma prática comum em boa parte do Rio Grande do Sul durante a República Velha. Na Revolução Federalista de 1893, bem como em sua continuidade em 1923, as perseguições e os assassinatos de opositores tornaram-se fato comum em diversas cidades do Estado. Este método punitivo aos perdedores era de extrema crueldade dada a situação em que encontravam.
Historiadores consideram que a prática era aplicada devida a duas situações básicas:
- Devido ao modelo militar adotado, que era a cavalaria propriamente dita, de movimentação constante e relativamente rápida, o que tornava difícil manter tal tipo de prisioneiro, ao mesmo tempo em que poupava munição.
- Meramente de forma punitiva, para infligir terror aos combatentes inimigos.

No âmbito médico-legal, degola é uma lesão incisa (produzida por instrumento cortante, como navalha ou bisturi) localizada na região posterior do pescoço. Não confundir com esgorjamento, que é também uma lesão incisa localizada no pescoço, porém em sua região anterior.